# Peligro en el Mediterráneo
Peligro en el Mediterráneo es una novela de Clive Cussler publicada en Estados Unidos en 1973.  Es el primer libro que tiene como protagonista a Dirk Pitt, el personaje más reconocido de Cussler.  Esta novela fue nominada al Edgar award como «Mejor novela original» de 1973.

## Argumento inicial
Dirk Pitt y su socio Al Giordino, están en el Mar Egeo cuando reciben una llamada de socorro desde la isla de Thásos.
Al parecer un anticuado biplano Albatros D-3 ha destruido un carísimo reactor F-105 Starfire fighters y un avión de carga.
Siguiendo la pista del ataque Dirk cae en una trampa en la lujosa villa de un veterano narcotraficante de la que escapa por los pelos.
Más tarde descubre que el narco está usando submarinos para traficar con toda clase de mercancías.